# Apolo Sauróctono

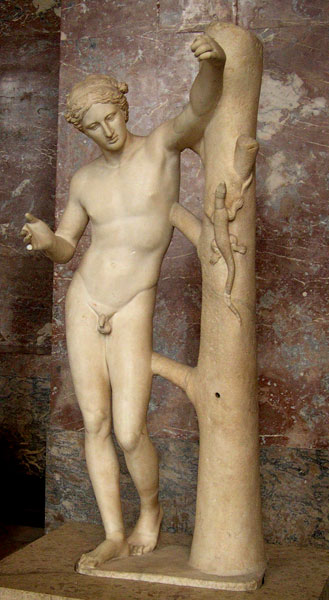
Copia del Apolo Sauróctono. Museo del Louvre, París.

El Apolo Sauróctono era una estatua de bronce y de tamaño natural realizada por Praxíteles en el siglo IV a. C. Es mencionada por Plinio y representaba a Apolo en su adolescencia a punto de herir a un pequeño lagarto que trepaba por el tronco de un árbol. 
Aparece representado en monedas de Nicópolis. Hay varias copias de este original perdido, entre las que destacan la de los museos Vaticanos y la del museo del Louvre. 
La copia que se encuentra en el museo del Louvre anteriormente estaba en Italia, en Villa Borghese. Es de mármol y en 1807 pasó a las colecciones francesas. En la época romana debieron de ser muy abundantes las copias que se hicieron del original de Praxíteles, como muestra un epigrama de Marcial:

Perdona, niño malvado, a la lagartija
que a ti se dirige arrastrándose;
 ella anhela morir entre tus dedos.

En 2004 el Museo de Arte de Cleveland compró una estatua de bronce del tipo del Apolo Sauróctono, que había pertenecido a una colección particular alemana. A la figura le faltan el árbol y la mayor parte de los brazos. Tiene separados del cuerpo principal de la estatua un fragmento de una mano y el reptil (con escaso parecido al representado en las copias romanas). Algunos estudiosos consideran que este bronce podría ser el original de Praxíteles.

## Temática y rasgos de estilo
El tema de la representación de un dios como Apolo en un entretenimiento infantil dentro de un templo es sorprendente y extraño. Apolo, representado como un adolescente, se encontraba en actitud relajada y pensativa antes de herir al pequeño lagarto con una flecha que debía tener en una de sus manos. 
La postura de Apolo conserva la característica curva praxiteliana en la cadera, compensada con el apoyo del peso sobre una de sus piernas y sobre el árbol.
Esta figura podría representar a Apolo en su condición de pastor. Según la mitología griega, Apolo mató a los Cíclopes y por ello fue sentenciado a servir como pastor del rey Admeto. También podría ser una parodia del mito en el que Apolo mató a la serpiente Pitón.
También hay que señalar que entre los epítetos de Apolo se encontraban Alexikakos, Epidourios y Peán, es decir, liberador de la enfermedad, auxiliador y sanador.
Es posible que el propósito de esta estatua, en la que el lagarto simbolizaría la enfermedad, fuera representar estos atributos de Apolo.